# 大冠村
大冠村（おおかんむりむら）は、大阪府三島郡にあった村。現在の高槻市の南東端、淀川の右岸にあたる。

## 地理
- 河川：淀川、芥川、檜尾川

## 歴史
- 1889年（明治22年）4月1日 - 町村制の施行により、島上郡辻子村・東天川村・西天川村・下田辺村・西冠村・土橋村・野田村・野中村・中小路村・大塚村・大塚町・番田村が合併して島上郡大冠村が発足。大字辻子に村役場を設置。
- 1896年（明治29年）4月1日 - 所属郡が三島郡に変更。
- 1931年（昭和6年）1月1日 - 高槻町・清水村・芥川町・磐手村と合併し、改めて高槻町が発足。同日大冠村廃止。

## 交通

### 鉄道路線
現在は旧村域を東海道新幹線が通過するが、当時は未開業。